# استراتيجية الاستثمار
في مجال التمويل، استراتيجية الاستثمار (بالإنجليزية: investment strategy)‏ هي مجموعة من القواعد أو السلوكيات أو الإجراءات، المصممة لتوجيه اختيار المستثمر لمحفظة الاستثمار. لدى الأفراد أهداف ربح مختلفة، ومهاراتهم الفردية تجعل التكتيكات والاستراتيجيات المختلفة مناسبة. تتضمن بعض الخيارات الموازنة بين المخاطرة والعائد. معظم المستثمرين يقعون في مكان ما بين هذين الاتجاهين، إذ يقبلون بعض المخاطر مقابل توقع الحصول على عوائد أعلى.
في علم الاقتصاد يتم اتخاذ هذا القرار من خلال العثور على استراتيجية الاستثمار التي تتمتع بأعلى فائدة. في الغالب ما يختار المستثمرون الاستثمارات للتحوط ضد التضخم. خلال فترات التضخم المرتفع، تميل الاستثمارات مثل الأسهم إلى تحقيق أداء أقل من حيث القيمة الحقيقية.
ويؤثر الأفق الزمني للاستثمار أيضًا على الاستراتيجية التي يجب اتباعها. ينبغي استثمار الاستثمارات مثل الأسهم في إطار زمني لا يقل عن 5 سنوات. يوصى في مجال التمويل بإيداع ما لا يقل عن 6 أشهر إلى 12 شهر من نفقات الأيام الممطرة في حساب جاري، مما يتيح الوصول الفوري قبل الاستثمار في استثمارات أكثر خطورة من حساب الوصول الفوري. ومن المستحسن أيضًا عدم استثمار أكثر من 90% من أموالك في الأسهم غير ذات الوصول الفوري. من الممكن أن تحدث نفقات غير متوقعة. إذا لم يكن لدى شخص ما دخل، فيمكن إنشاء دخل باستخدام صناديق الدخل المشترك.

## الاستراتيجيات
1. عدم وجود استراتيجية No strategy: لقد تم وصف المستثمرين الذين لا يمتلكون استراتيجية بأنهم خراف. وقد تم وصف الاختيارات التعسفية التي تم تصميمها على غرار رمي السهام على صفحة (في إشارة إلى العقود السابقة عندما كانت أسعار الأسهم مدرجة يوميًا في الصحف) بأنها قرود معصوبة العينين ترمي السهام [لا يوجد مصدر]. وقد كانت نتائج هذا الاختبار الشهير مثيرة للجدال.[3]
2. النشط مقابل السلبي Active vs Passive: غالبًا ما تُستخدم الاستراتيجيات السلبية مثل الشراء والاحتفاظ والمؤشرات السلبية لتقليل تكاليف المعاملات. لا يعتقد المستثمرون السلبيون أنه من الممكن تحديد توقيت السوق. الاستراتيجيات النشطة مثل تداول الزخم هي محاولة للتفوق على مؤشرات القياس. يعتقد المستثمرون النشطون أن لديهم مهارات أفضل من المتوسط.
3. التداول على أساس الزخم Momentum Trading: إحدى الاستراتيجيات هي اختيار الاستثمارات بناءً على أدائها في الماضي القريب. تميل الأسهم التي حققت عائدات أعلى خلال الأشهر الثلاثة إلى الاثني عشر الأخيرة إلى الاستمرار في الأداء بشكل أفضل خلال الأشهر القليلة التالية مقارنة بالأسهم التي حققت عائدات أقل خلال الأشهر الثلاثة إلى الاثني عشر الأخيرة.[4] هناك أدلة لصالح وضد[5][6][7] هذه الاستراتيجية.
4. الشراء والاحتفاظ Buy and Hold: تتضمن هذه الاستراتيجية شراء أسهم أو صناديق الشركات والاحتفاظ بها لفترة طويلة. إنها استراتيجية استثمار طويلة الأجل، تستند إلى مفهوم مفاده أن أسواق الأسهم تعطي في الأمد البعيد معدل عائد جيد على الرغم من فترات التقلب أو الانخفاض. وترى وجهة النظر هذه أيضًا أن توقيت السوق، حيث يمكن للمرء أن يدخل السوق عند أدنى مستوياته ويبيع عند أعلى مستوياته، لا ينجح مع المستثمرين الصغار، لذا فمن الأفضل ببساطة الشراء والاحتفاظ.
5. استراتيجية البيع والشراء الطويل Long Short Strategy: تتألف استراتيجية البيع والشراء الطويل من اختيار مجموعة من الأسهم وتصنيفها وفقًا لعامل ألفا مشترك. وبناءً على التصنيفات، نقوم بشراء النسبة المئوية العليا وبيع النسبة المئوية الدنيا من الأوراق المالية مرة واحدة في كل فترة إعادة توازن.
6. المؤشرات Indexing: صندوق المؤشر هي عندما يشتري المستثمر نسبة صغيرة من جميع الأسهم في مؤشر السوق مثل S&P 500، أو على الأرجح، صندوق استثماري مشترك للمؤشر أو صندوق متداول في البورصة (ETF). يمكن أن تكون هذه استراتيجية سلبية إذا تم الاحتفاظ بها لفترات طويلة، أو استراتيجية نشطة إذا تم استخدام المؤشر للدخول والخروج من السوق بسرعة.
7. الأسواق المتقدمة مقابل الأسواق الناشئة (بالإنجليزية: Developed markets vs emerging markets)‏: يستخدم العديد من الأشخاص أسواق الأسهم المتقدمة لأنهم يعتقدون أنها أكثر أمانًا من الأسواق الناشئة. عند الاستثمار عالميًا، فإنك تتعرض لخطر التغيرات في أسعار صرف العملات بالإضافة إلى أداء سوق الأسهم. يختار أشخاص آخرون الأسواق الناشئة معتقدين أن الأسواق الناشئة لديها إمكانات أعلى لنمو الناتج المحلي الإجمالي مما سيؤثر بدوره بشكل إيجابي على أسعار الأسهم في تلك البلدان. قد تكون أسواق الأسهم الناشئة أقل تنظيمًا من الأسواق المتقدمة مما يزيد من المخاطر ويرتبط بها مخاطر سياسية أكبر. الطريقة الأكثر شيوع للاستثمار في الأسواق العالمية هي من خلال الصناديق.
8. تداول ثنائي Pairs Trading: تداول الثنائي هو استراتيجية تداول تتألف من تحديد أزواج متشابهة من الأسهم وأخذ تركيبة خطية لأسعارها بحيث تكون النتيجة عبارة عن سلسلة زمنية ثابتة. يمكننا بعد ذلك حساب درجة Altman_Z للإشارة الثابتة والتداول على الفارق بافتراض عودة المتوسط: بيع الأصل الأعلى على المكشوف وبيع الأصل الأدنى على المكشوف.
9. القيمة مقابل النمو Value vs Growth: تنظر استراتيجية الاستثمار بالقيمة إلى القيمة الجوهرية للشركة ويسعى مستثمرو القيمة إلى أسهم الشركات التي يعتقدون أنها مقومة بأقل من قيمتها الحقيقية. تنظر استراتيجية الاستثمار بالنمو إلى إمكانات نمو الشركة وعندما تتوقع الشركة نموًا في الأرباح أعلى من الشركات في نفس الصناعة أو السوق ككل، فإنها ستجذب مستثمري النمو الذين يسعون إلى تعظيم مكاسب رأس المال الخاصة بهم.كن حذرًا من فخاخ القيمة. يحدث هذا عندما تتمتع الأسهم بنسب سعر إلى ربحية جيدة أو صافي قيمة الأصول لأن المستثمرين لا يتوقعون أن يحقق السهم أو القطاع أداءً جيدًا في المستقبل، على سبيل المثال في سوق متراجعة. يمكن أن يحدث هذا أيضًا إذا لم يكن أداء الشركة في الماضي جيدًا في الماضي بعد عمليات بيع حادة.
10. الاستثمار في نمو الأرباح Dividend growth investing: تتضمن هذه الاستراتيجية الاستثمار في أسهم الشركة وفقًا لتوقعات الأرباح المستقبلية التي سيتم دفعها. تميل الشركات التي تدفع أرباحًا ثابتة ويمكن التنبؤ بها إلى أن يكون لديها أسعار أسهم أقل تقلبًا.[8] تهدف الشركات الراسخة التي تدفع أرباحًا إلى زيادة مدفوعاتها من الأرباح كل عام، ويشار إلى الشركات التي تحقق زيادة لمدة 25 عامًا متتالية باسم أرستقراطي الأرباح. يتمكن المستثمرون الذين يعيدون استثمار الأرباح من الاستفادة من تراكم استثماراتهم على المدى الطويل، سواء تم استثمارها بشكل مباشر أو من خلال خطة إعادة استثمار الأرباح (DRIP).
11. متوسط تكلفة الدولارDollar cost averaging:[9] تهدف استراتيجية متوسط تكلفة الدولار إلى تقليل مخاطر التعرض لخسائر كبيرة نتيجة استثمار المبلغ الأساسي بالكامل قبل هبوط السوق.
12. الاستثمار المعاكس Contrarian investment:[10] تتكون استراتيجية الاستثمار المعاكس من اختيار الشركات الجيدة في وقت هبوط السوق وشراء الكثير من أسهم تلك الشركة من أجل تحقيق ربح طويل الأجل. في وقت الانحدار الاقتصادي، توجد العديد من الفرص لشراء أسهم جيدة بأسعار معقولة. ولكن، ما الذي يجعل الشركة جيدة للمساهمين؟ الشركة الجيدة هي الشركة التي تركز على القيمة طويلة الأجل، أو جودة ما تقدمه أو سعر السهم. يجب أن تتمتع هذه الشركة بميزة تنافسية دائمة، مما يعني أن لديها وضعًا في السوق أو علامة تجارية تمنع الوصول السهل من قبل المنافسين أو تتحكم في مصدر نادر للمواد الخام. بعض الأمثلة على الشركات التي تستجيب لهذه المعايير هي في مجال التأمين والمشروبات الغازية والأحذية والشوكولاتة وبناء المنازل والأثاث وغير ذلك الكثير. يمكننا أن نرى أنه لا يوجد شيء "فاخر" أو خاص حول هذه المجالات من الاستثمار: فهي تستخدم بشكل شائع من قبل كل واحد منا. يجب أخذ العديد من المتغيرات في الاعتبار عند اتخاذ القرار النهائي لاختيار الشركة. بعضها:
  - يجب أن تكون الشركة في صناعة متنامية.
  - لا يمكن للشركة أن تكون عرضة للمنافسة.
  - يجب أن يكون لدى الشركة أرباح في اتجاه تصاعدي.
  - يجب أن يكون لدى الشركة عائد ثابت على رأس المال المستثمر.
  - يجب أن تكون الشركة مرنة لتعديل الأسعار وفقًا للتضخم.
13. الشركات الصغيرة Smaller companies: تاريخيًا، تفوقت الشركات المتوسطة الحجم على الشركات ذات القيمة السوقية الكبيرة في سوق الأوراق المالية. كما حققت الشركات الصغيرة عائدات أعلى. تاريخيًا، كانت أفضل العائدات حسب حجم القيمة السوقية من الشركات ذات القيمة السوقية الصغيرة. يشتري المستثمرون الذين يستخدمون هذه الاستراتيجية الشركات بناءً على حجم القيمة السوقية الصغيرة في سوق الأوراق المالية. حقق أحد أعظم المستثمرين، وارن بافيت، المال في الشركات الصغيرة في وقت مبكر من حياته المهنية من خلال الجمع بينها وبين الاستثمار القائم على القيمة. لقد اشترى شركات صغيرة ذات نسب سعر إلى ربح منخفضة وأصول عالية إلى القيمة السوقية.
14. الاستثمار المصغر Micro-Investing: الاستثمار المصغر هو نوع من استراتيجيات الاستثمار المصممة لجعل الاستثمار منتظم وسهل الوصول إليه وبأسعار معقولة، خاصة لأولئك الذين قد لا يكون لديهم الكثير من المال للاستثمار أو الذين هم جدد في الاستثمار.[11][12]
15. ضخ وتفريغ

## روابط خارجية
- مجلة استراتيجيات الاستثمار
- سلسلة محاضرات كوانتوبيان نسخة محفوظة 2017-03-26 على موقع واي باك مشين.